# Woolsthorpe-by-Colsterworth
Woolsthorpe-by-Colsterworth és un llogarret de la parròquia de Colsterworth, al comtat anglès de Lincolnshire, conegut principalment per ser el lloc de naixement d'Isaac Newton. Cal no confondre'l amb el poble de Woolsthorpe-by-Belvoir, conegut generalment com a Woolsthorpe i prou, que també és a Lincolnshire, però a 13 quilòmetres cap al nord-oest.
Woolsthorpe-by-Colsterworth es troba a uns 170 km cap al nord de Londres, i un quilòmetre cap a l'oest de la carretera A1, una de les principals de Gran Bretanya en sentit nord-sud.
Woolsthorpe Manor, el lloc de naixement de Newton, és una casa de pagès típica del segle xvii amb edificis posteriors. És propietat del National Trust britànic i està obert al públic.